# Ceratopteris richardii
Ceratopteris richardii là một loài dương xỉ trong họ Pteridaceae. Loài này được Brongn. mô tả khoa học đầu tiên năm 1823.